# Sigiriya
Sigiriya (auch Sigirija, Sinhala සීගිරිය) ist ein Monolith vulkanischen Ursprungs im Zentrum der Tropeninsel Sri Lanka, auf dem sich die Ruinen einer historischen Felsenfestung befinden. Der Name leitet sich von Singha Giri ab, was „Löwenfelsen“ bedeutet. Im Jahr 1982 wurde Sigiriya von der UNESCO zum Weltkulturerbe erklärt.

## Geschichte
Im Jahr 473 n. Chr. wurde König Dhatusena (reg. 455–473) von Anuradhapura von seinem Sohn Kassapa umgebracht, der von einer seiner Nebenfrauen stammte und sich so die Thronfolge sicherte. Kassapa I. (reg. 473–491) ließ aus Angst vor seinem Halbbruder Moggallana, der der rechtmäßige Thronfolger war, die Festung errichten. Im Jahr 491 kehrte Moggallana mit einer Armee aus dem südindischen Exil zurück und besiegte Kassapa, woraufhin er selbst König wurde (reg. 491–508) und Anuradhapura wieder zur Hauptstadt machte.

## Anlage
Die Festung lag auf der Erosionsruine eines Lavadoms, die etwa 200 m aus der Ebene aufragt und einen perfekten Rundblick bietet. Auf dem Felsen befanden sich die Palastgebäude, von denen heute nur noch die Grundmauern zu sehen sind, da sie aus Holz gebaut waren. Es gab mehrere Zisternen, in denen aufgefangenes Regenwasser gesammelt wurde, um auch für den Fall einer längeren Belagerung ausreichende Trinkwasservorräte zur Verfügung zu haben.
Auf einem Plateau an der nördlichen Schmalseite des Felses befinden sich die Überreste des „Löwentors“, nach dem der Felsen vermutlich benannt wurde: Von dem riesigen Löwenkopf, durch dessen Maul man früher den letzten, steilsten Teil des Aufstiegs begann, sind nur die zwei mächtigen Tatzen übrig.
Um den Felsen herum befand sich die von einem Wassergraben umgebene Stadt; die mittlerweile restaurierten Lustgärten beherbergen Überreste von Springbrunnen, Pavillons und einer Klosteranlage.
Heute befindet sich am Eingang der Anlage auch ein Museum, welches die Geschichte, den Aufbau und die Funde von Sigiriya darstellt.

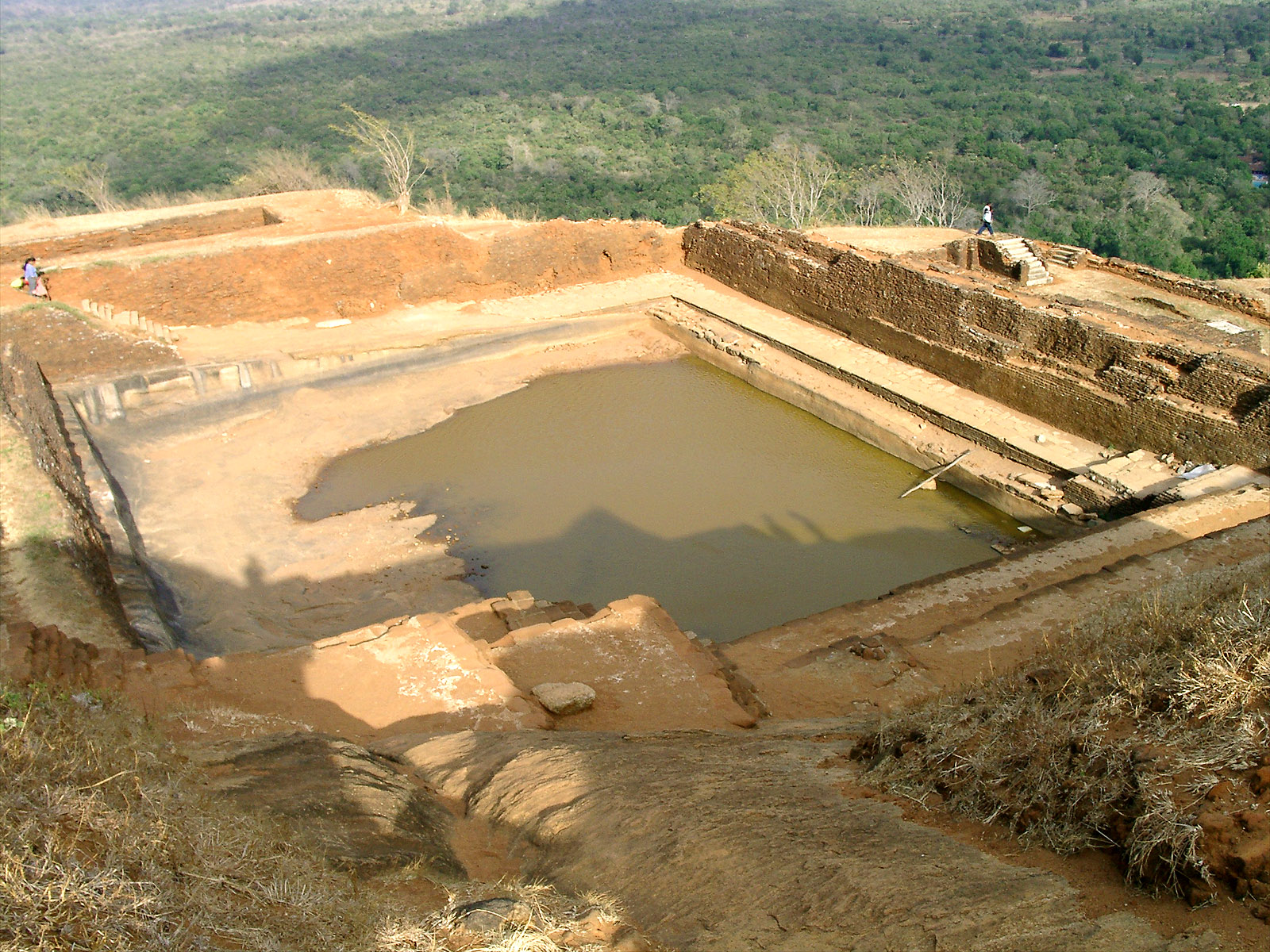
Festungsruinen
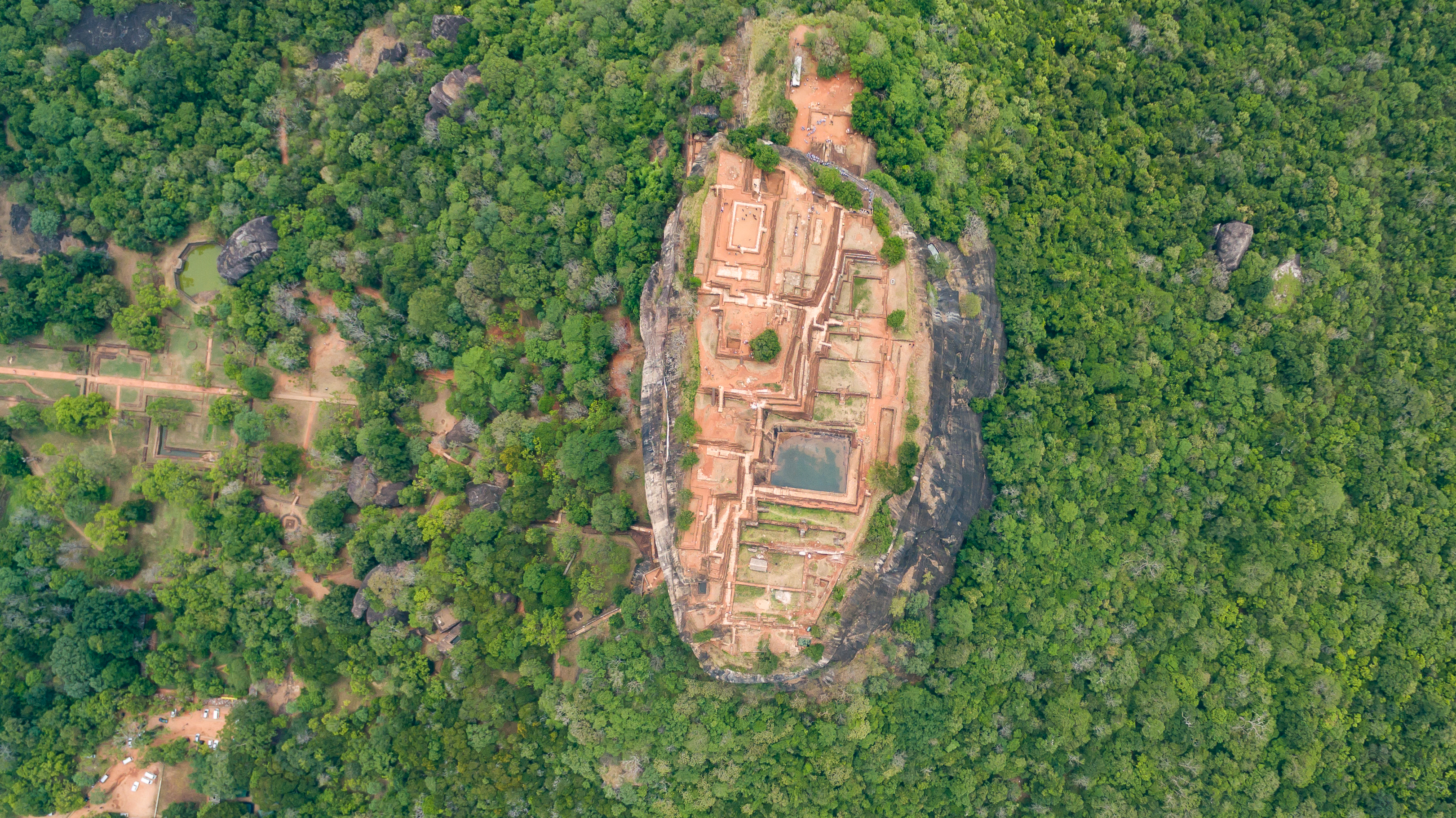
Sigiriya (Luftbild)
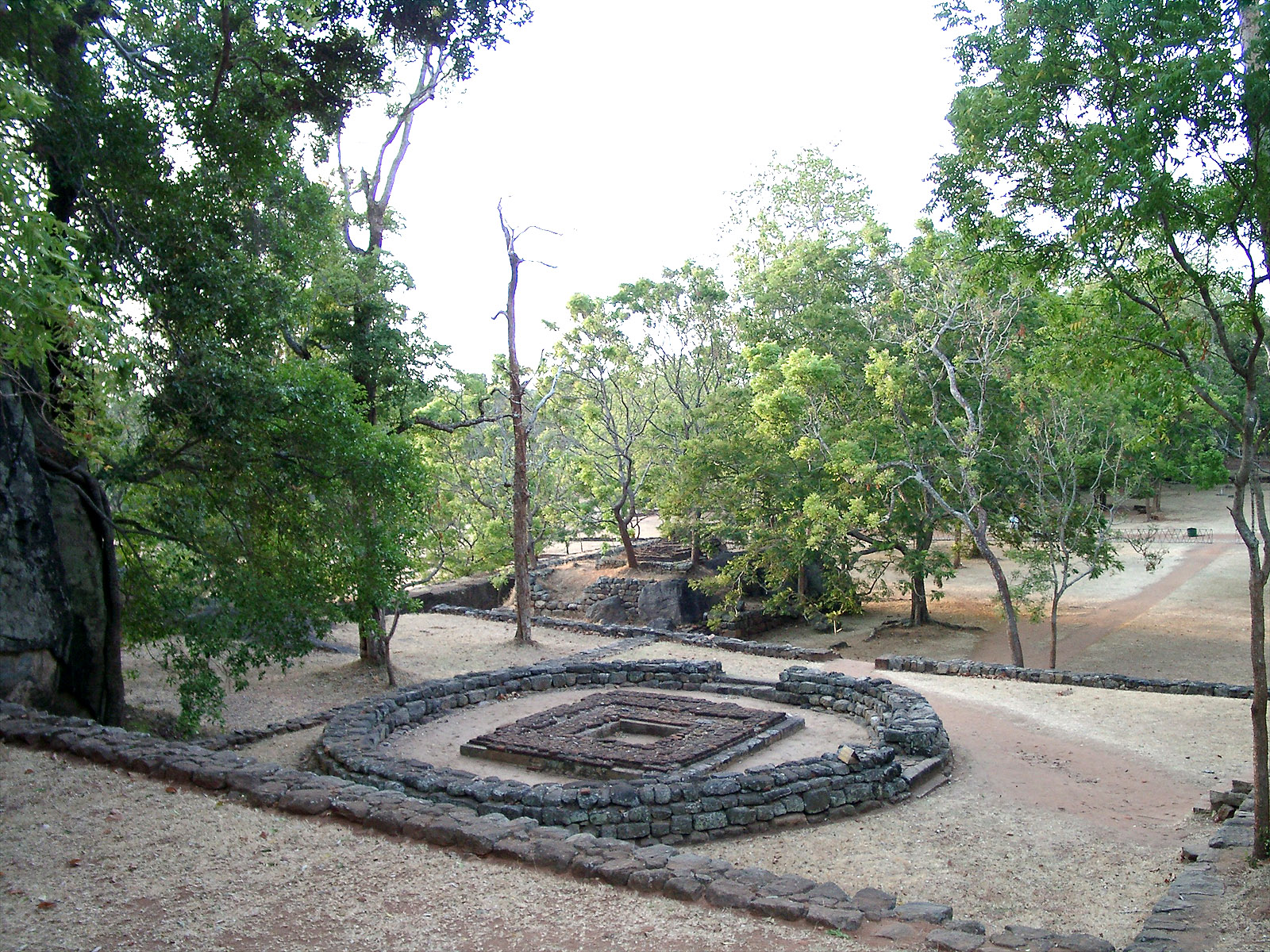
Lustgärten

## Fresken
Etwa auf halber Höhe wurden unter einem Felsüberhang Fresken von meistens barbusigen Frauen („Wolkenmädchen“) angefertigt, die heute über eine stählerne Wendeltreppe zugänglich sind. Ursprünglich soll es laut einer Inschrift 500 dieser Malereien gegeben haben, die auffällig den Fresken von Ajanta ähneln. Im Jahr 1967 wurden die Fresken durch Unbekannte beschädigt, die Polizei vor Ort sprach von Vandalismus. Heute sind noch 22 von ihnen zu sehen, die in den 1970er Jahren teilweise restauriert wurden; bei einigen von ihnen wurden die Brüste „geliftet“: Die Brustwarzen sind in einigen Fällen höher positioniert als bei den Originalen, was deutlich zu sehen ist. Für Touristen gilt ein strenges Fotografierverbot.

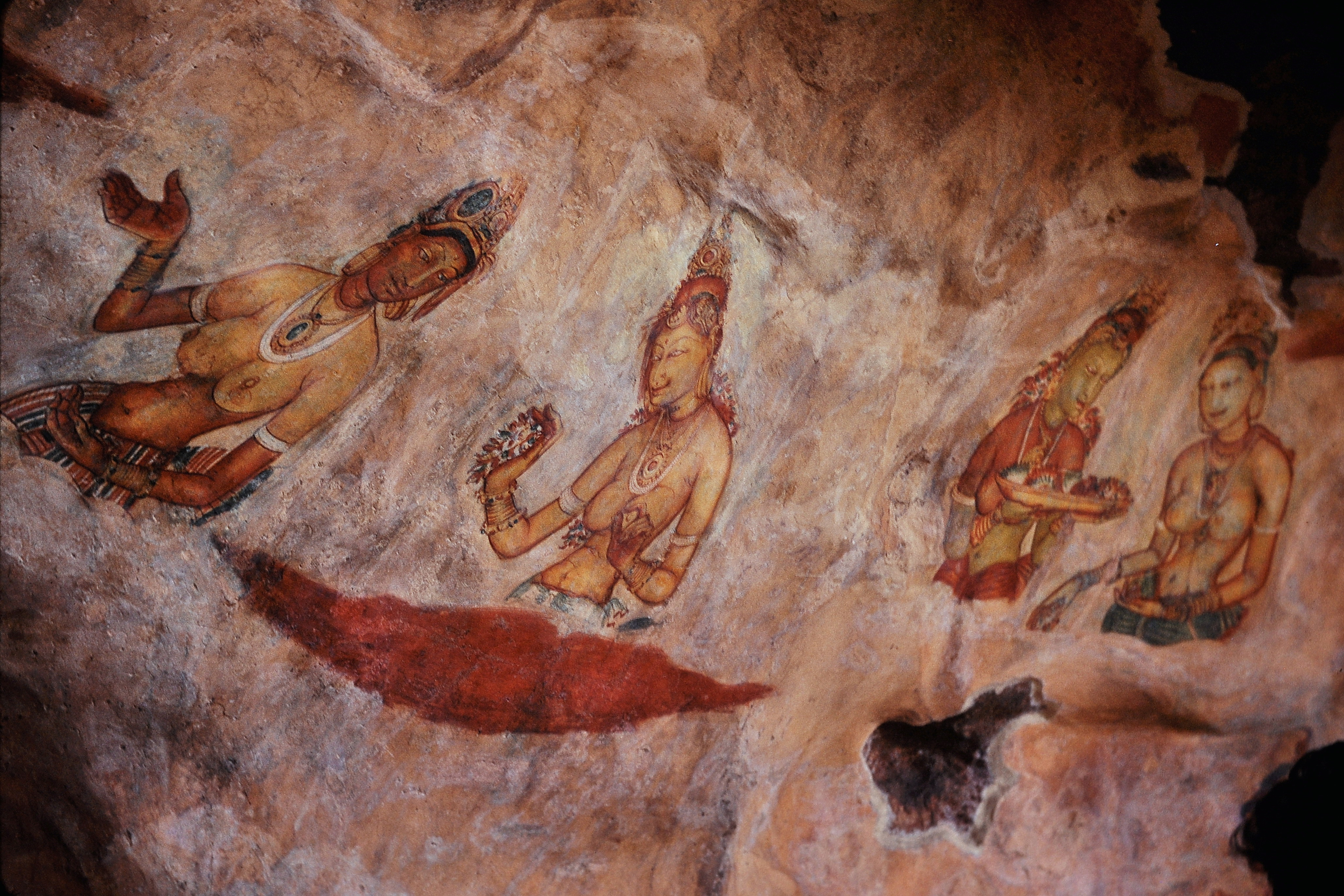
Fresken (Foto 1970)
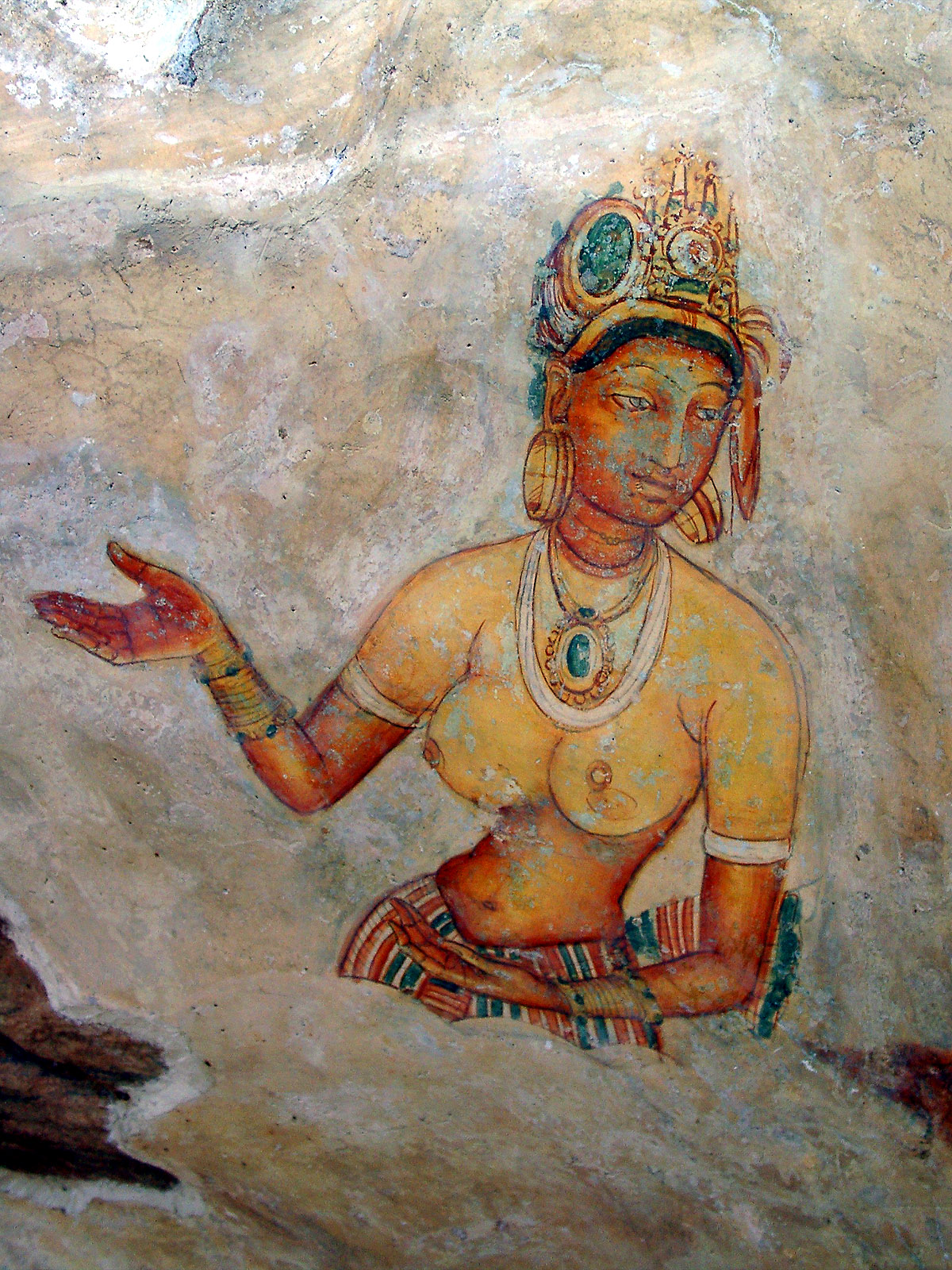
Wolkenmädchen (Foto 2002)
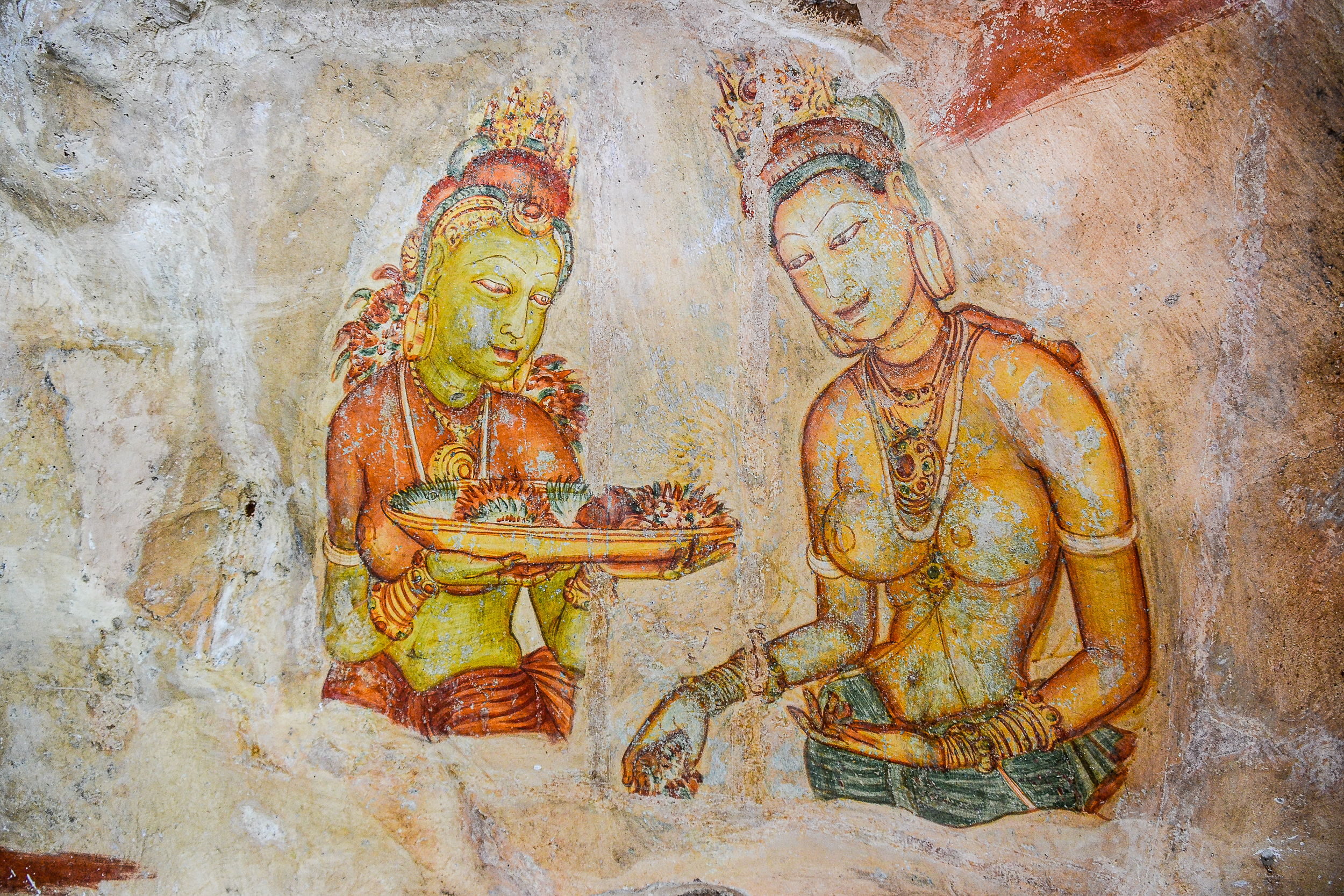
Wolkenmädchen (Foto 2014)

## Spiegelwand
Auf dem Weg kurz vor dem nördlichen Plateau befindet sich die „Spiegelwand“, deren Putz zu Lebzeiten des Königs auf Hochglanz poliert wurde. Vom 7. bis zum 11. Jahrhundert wurden hier Graffiti hinterlassen, die die ältesten Zeugnisse singhalesischer Dichtkunst darstellen und für die Erforschung der Geschichte der singhalesischen Sprache große Bedeutung haben.

## Umgebung
Nur wenige hundert Meter entfernt vom Felsen befindet sich Pidurangala, ein weiterer Magmablock, der nicht ganz so hoch ist, jedoch eine gute Aussicht auf die Felsenfestung bietet. Unten am Fels ist ein kleines Kloster, und auf dem Weg nach oben kommt man an einem liegenden Buddha vorbei.

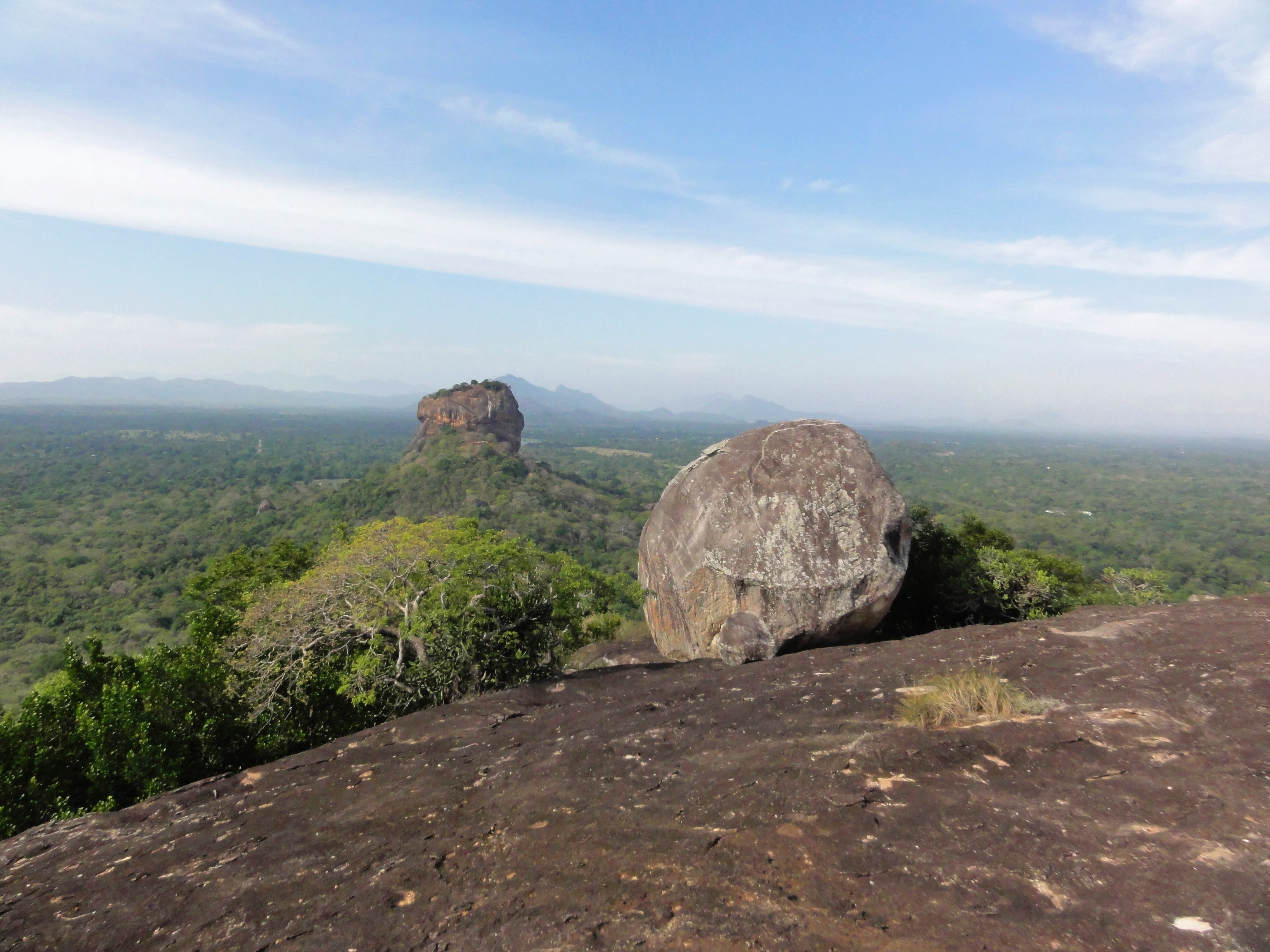
Aussicht vom Pidurangala-Felsen
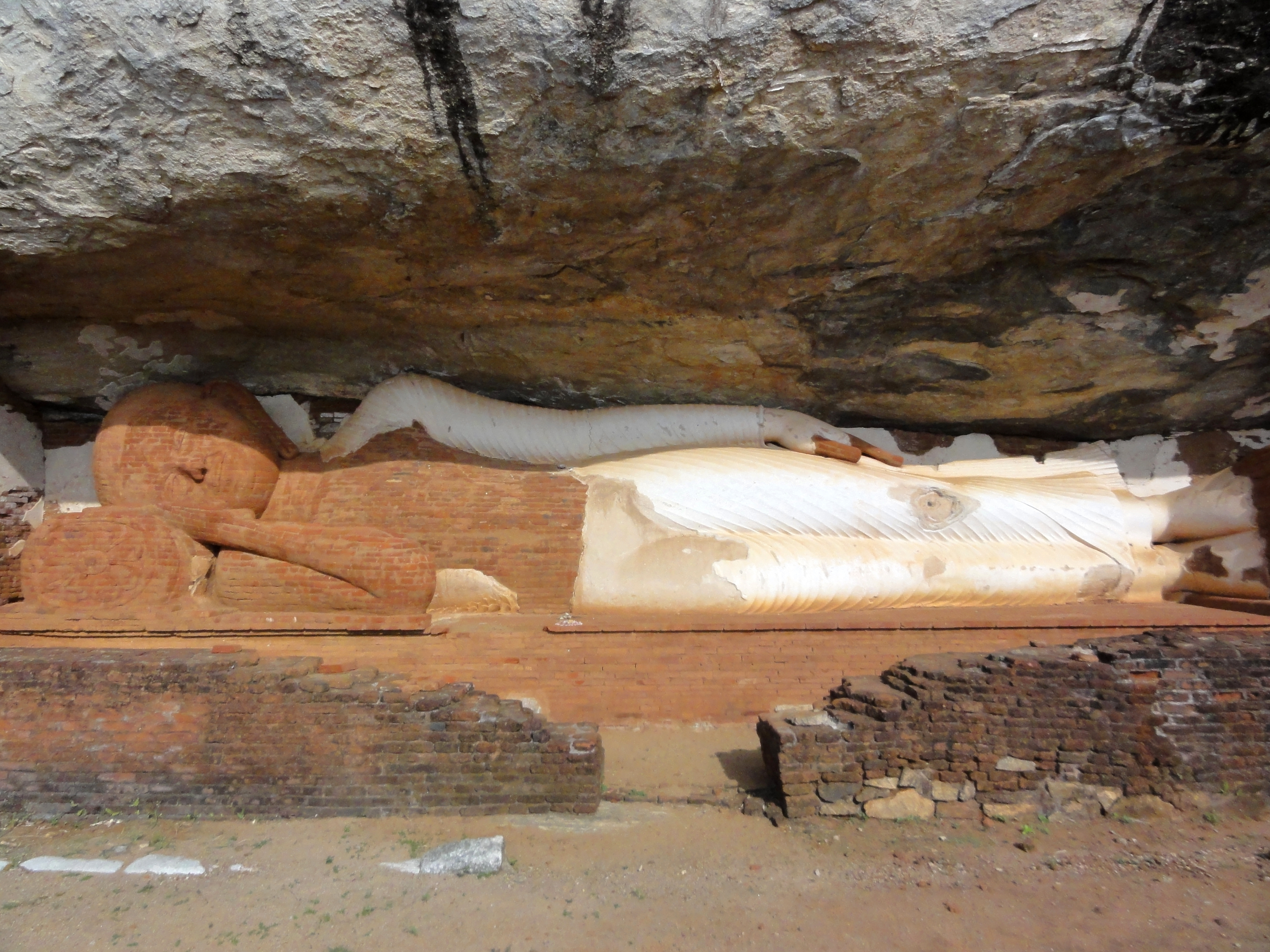
Liegender Buddha unterhalb des Pidurangala-Felsens
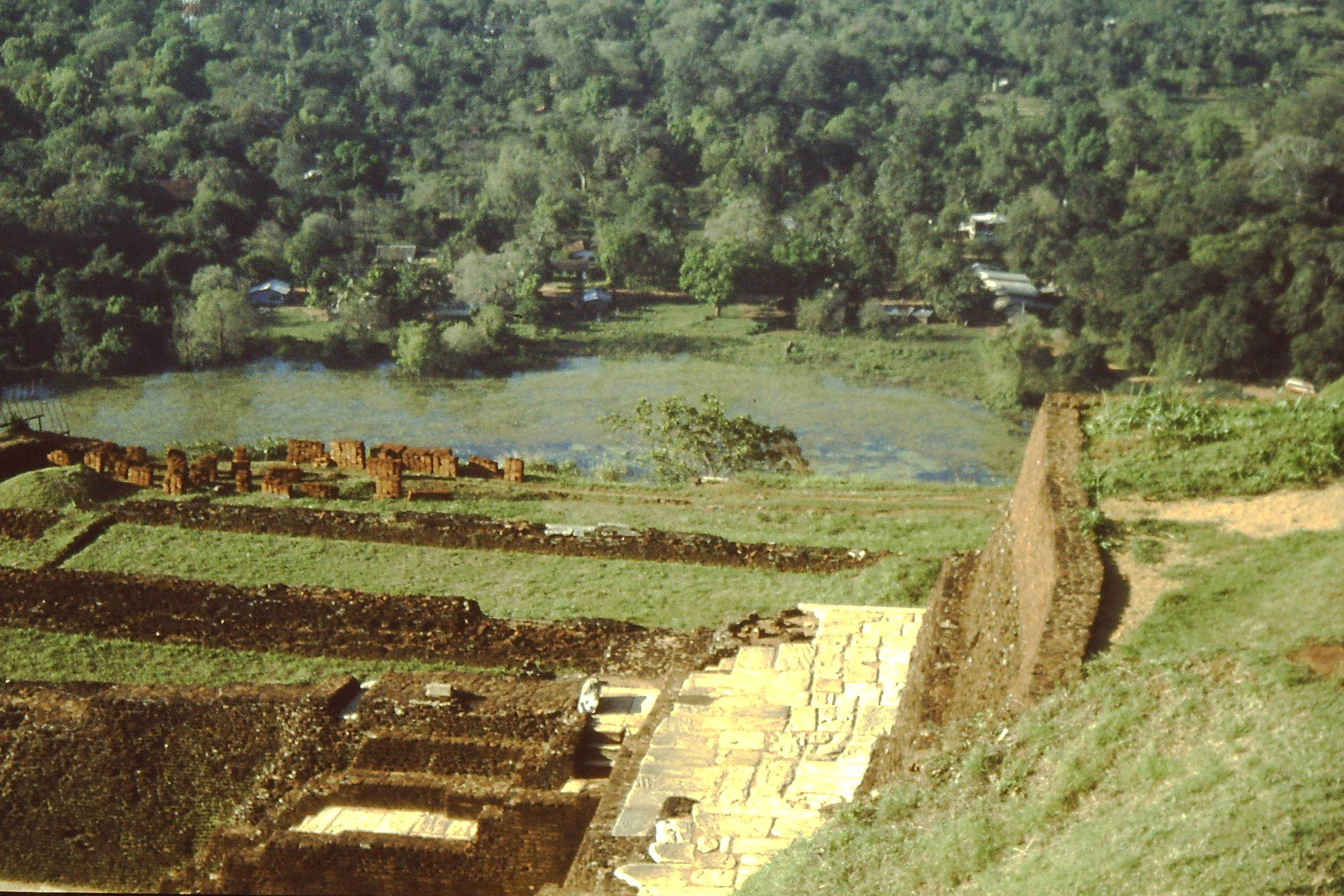
Ausblick nach unten
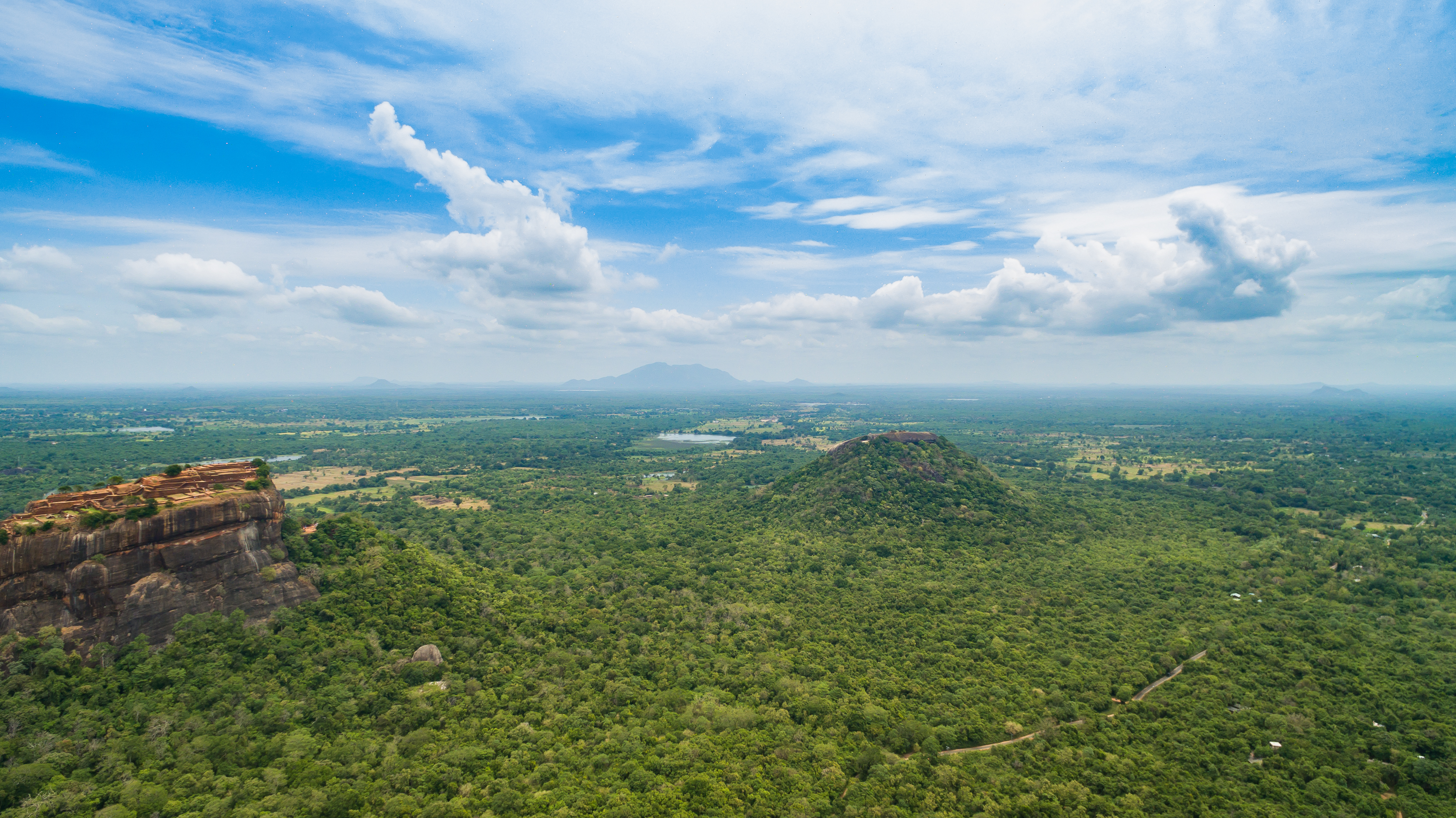
Sigiriya-Felsen (Luftbild)
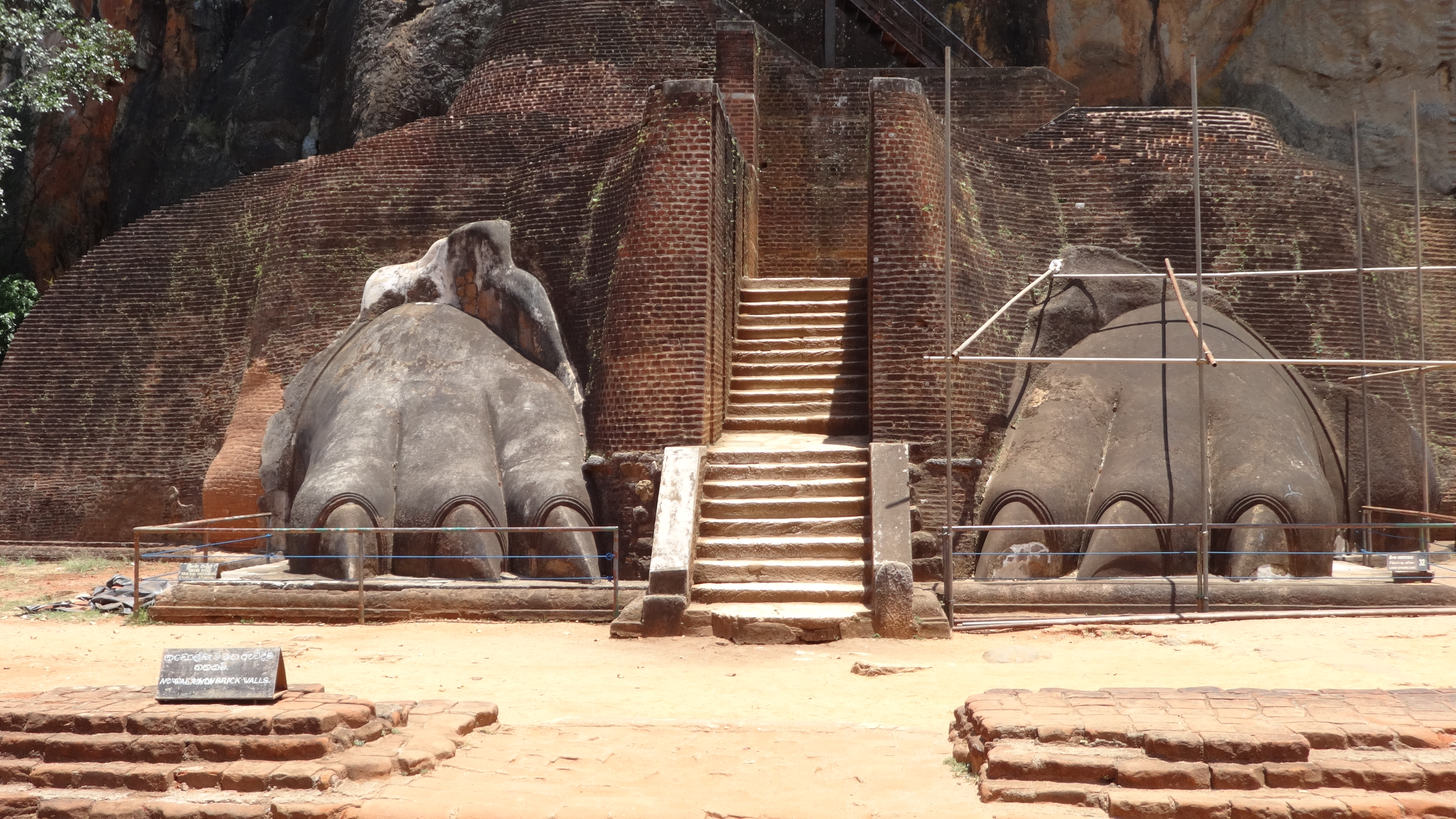
Löwentor
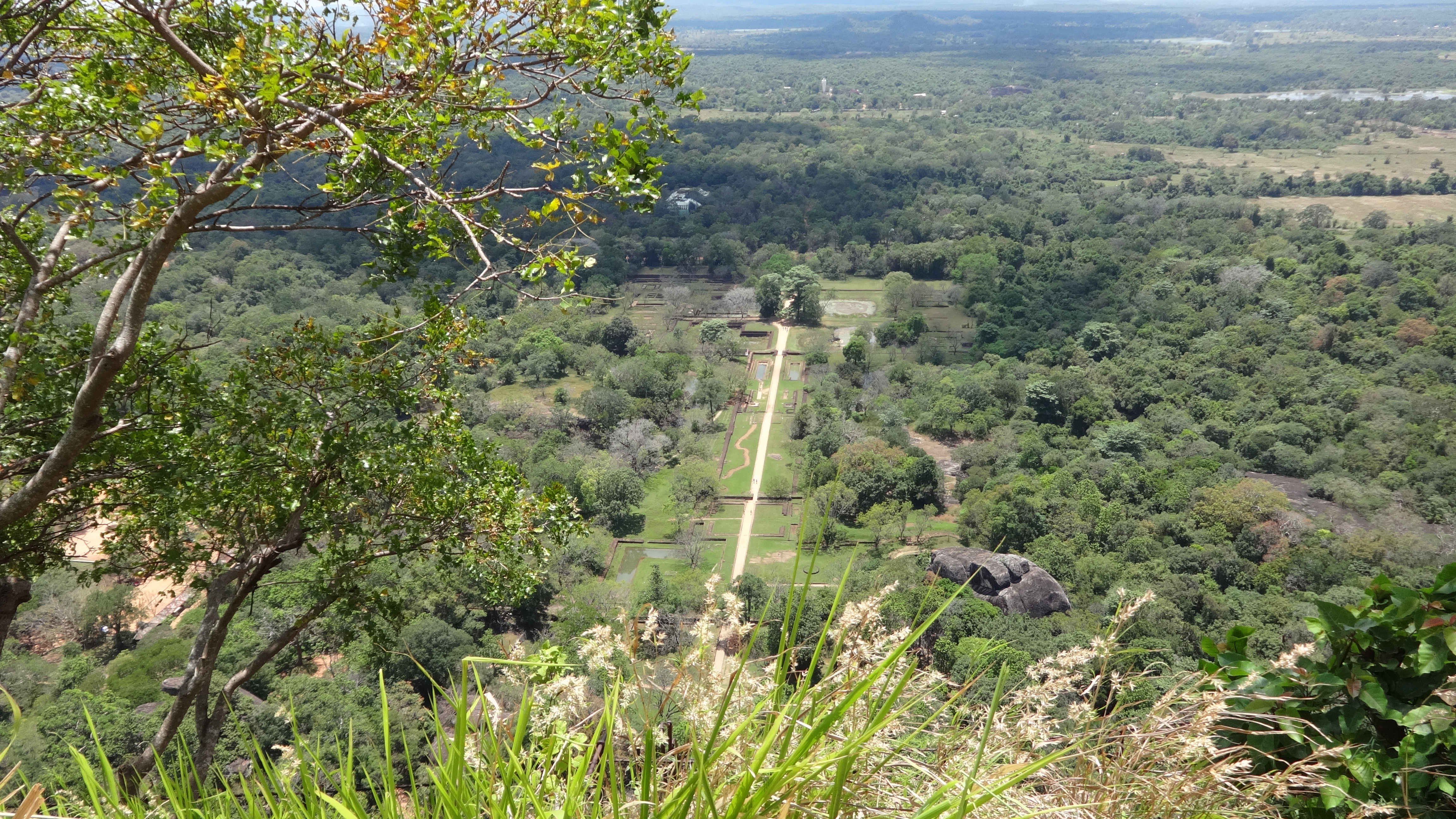
Blick auf den Garten von oben